# Blahoslav Hruška
Blahoslav Hruška (5. května 1945, Český Brod – 26. června 2008, Trnava) byl český sumerolog, asyriolog a religionista.
Působil v Orientálním ústavu Akademie věd, na Husitské teologické fakultě Univerzity Karlovy, v Centru blízkovýchodních studií Fakulty filozofické na Západočeské univerzitě aj.
Narodil se v rodině českobrodského lékaře. Dětství prožil v Újezdě nad Lesy, tehdy vesnici na okraji Prahy (dnes městská část Praha 21). V letech 1962–1967 vystudoval Filozofickou fakultu UK v Praze, obor klínopisné bádání a archeologie starého Předního východu, stal se kandidátem věd o umění, doktorem historických věd, docentem religionistiky a teorie náboženství a profesorem historie.
V letech 1967–1970 působil jako interní vědecký aspirant v Semináři klínopisu na Katedře věd o zemích Asie a Afriky FF UK a současně absolvoval dvouleté postgraduální studium sumerologie na univerzitě v Mnichově (stipendium DAAD). Od roku 1971 do roku 2007 pracoval v Orientálním ústavu AV ČR(dříve ČSAV).
Od roku 1973 byl výkonným redaktorem a 1990–1997 šéfredaktorem časopisu Archív orientální. V letech 1983–85 pracoval v Semináři starého Orientu na Svobodné univerzitě v Západním Berlíně (stipendium nadace Alexandra von Humboldta), kde byl hostujícím profesorem. V letech 1974–1975 a 1978–1979 pobýval v Istituto per gli Studi del Vicino Oriente na univerzitě v Římě v rámci mezinárodního projektu Vocabulario neosumerico, 1981 se účastnil archeologické výpravy v Iráku. Od roku 1995 byl hostujícím profesorem na Ústavu Maxe Plancka pro dějiny vědy v Berlíně. Roku 1995 se habilitoval na Husitské teologické fakultě Univerzity Karlovy v Praze, kde vedl katedru religionistiky.
Vášnivý zahradník a kuřák dýmky zemřel na selhání srdce.

### Články
- Blahoslav Hruška – Jiří Prosecký: Josef Klíma. Bibliographie 1930–1988. Altorientalische Forschungen 17/1, 1990, s. 191-219.